# مردی به نام جو
مردی به نام جو (انگلیسی: A Guy Named Joe) فیلمی در ژانر فانتزی به کارگردانی ویکتور فلمینگ با فیلمنامه‌ای از دالتون ترامبو، اقتباس شده توسط فردریک هزلیت برنان است که در سال ۱۹۴۳ منتشر شد.

## بازیگران
- اسپنسر تریسی
- آیرین دان
- وارد باند
- جیمز گلیسون
- لیونل باریمور
- بری نلسن
- استر ویلیامز
- هنری اونیل
- آدیسون ریچاردز
- جکلین وایت
- ون جانسون